# Malletia obtusa
Malletia obtusa är en musselart som först beskrevs av Georg Ossian Sars 1878.  I den svenska databasen Dyntaxa används istället namnet Pseudomalletia obtusa. Enligt Catalogue of Life ingår Malletia obtusa i släktet Malletia och familjen Malletiidae, men enligt Dyntaxa är tillhörigheten istället släktet Pseudomalletia och familjen Malletiidae. Arten är reproducerande i Sverige. Inga underarter finns listade i Catalogue of Life.